# 温岭高橙
温岭高橙，是指中华人民共和国浙江省台州市温岭市特产的一款水果。

## 概述
温岭高橙为橙红色，立冬过后收获。温岭高橙系柚与橙的自然杂交种，是温岭市特有的水果。温岭县种植高橙历史悠久，明朝《嘉靖太平县志》中就有记载。该市青屿乡南湾村有一株母树，树冠直径7.9米，树高6.3米，覆盖面积49平方米，最高年产量达500多公斤。1983年，温岭成立高橙开发研究中心，开展良种选育和基地建设。